# (27747) 1990 YW
1990 واي دابليو (ويعرف أيضًا باسم (27747) 1990 واي دابليو وفق تسمية الكوكب الصغير) (بالإنجليزية: 1990 YW)‏ هو كويكب ضمن حزام الكويكبات؛ وترتيبه 27747 من حيث الاكتشاف.
اكتُشف هذا الجُرم الفلكي بواسطة اليانور إف. هيلين في 18 ديسمبر 1990.

## وصلات خارجية
- (27747) 1990 YW في قاعدة بيانات مختبر الدفع النفاث لأجرام النظام الشمسي الصغيرة

- الاكتشاف · مخطط المدار ·  العناصر المدارية · المعلمات المادية

- (27747) 1990 YW على موقع ويكي سكاي: DSS2, SDSS, GALEX, IRAS, Hydrogen α, X-Ray, Astrophoto, Sky Map, Articles and images